# Prévinquières

Prévinquières este o comună în departamentul Aveyron din sudul Franței. În 1 ianuarie 2022 avea o populație de 275 de locuitori.